# Lerchea parviflora
Lerchea parviflora är en måreväxtart som beskrevs av Axelius. Lerchea parviflora ingår i släktet Lerchea och familjen måreväxter. Inga underarter finns listade i Catalogue of Life.